# Haber (kráter)

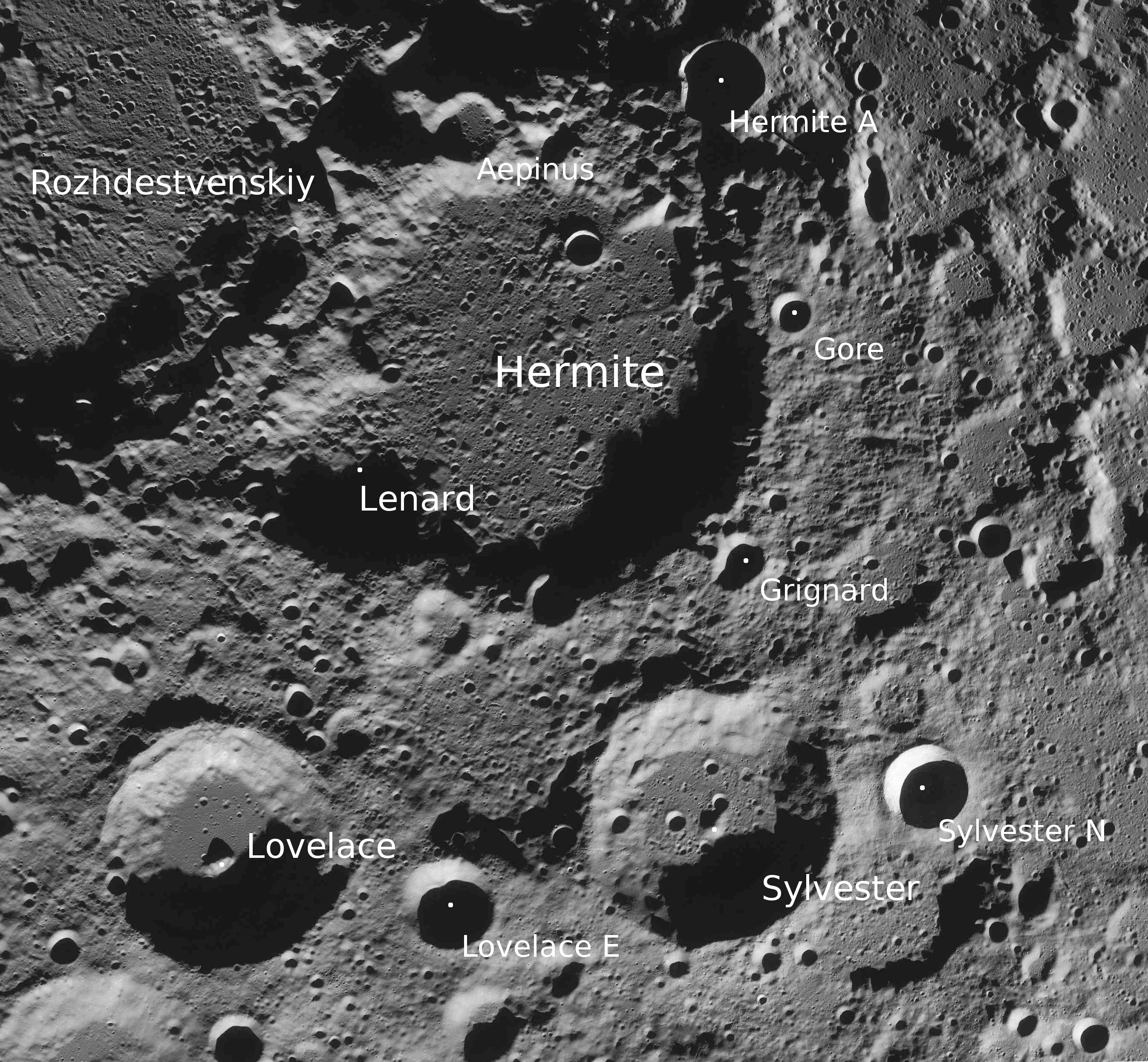
Poloha kráteru Haber (není popsán, nachází se uprostřed trojúhelníku složeného z kráterů Hermite, Sylvester a Lovelace).

Haber je starý impaktní kráter nacházející se blízko severního pólu v librační oblasti Měsíce. Vzhledem k jeho poloze na něj dopadá sluneční svit pod nízkým úhlem. Kráter má průměr 57 km a nemá centrální pahorek. Jeho okrajový val je značně erodovaný.
Haber leží uprostřed trojúhelníku tvořeného krátery Hermite (společně s kráterem Lenard severní vrchol pomyslného trojúhelníku) a přibližně stejně velkými Sylvesterem (jihovýchodně) a Lovelacem (jihozápadně). Srovnatelně velké krátery Sylvester a Lovelace jsou však zachovalejší.

## Název
Pojmenován byl na počest německého chemika Fritze Habera, držitele Nobelovy ceny za chemii. Mezinárodní astronomická unie mu přidělila jméno v roce 2009.